# 荷兰政治
《荷兰宪法》颁布于1814年3月29日，据1848年修改後的宪法规定荷兰是世袭君主立宪王国。荷蘭為议会制君主立宪制国家，且其採用典型协商民主制度。立法权属国王和议会，行政权属君主和内阁。其最高国务协商机构國務委員會的主席一职由國王本人担任, 他可以任免其他成员。议会由一院和二院组成。二院拥有立法权；一院有权对法案作出同意或拒绝的决定，但不能提出或修改法案。

## 憲政運作
憲法列舉了荷蘭公民的基本權與社會權，並陳述行政、立法、司法等機構的立場與功能。
必須注意的是，《荷蘭憲法》僅適用於荷蘭王國的歐洲地區和荷蘭加勒比區（博奈爾島、聖尤斯特歇斯島和薩巴島）。荷蘭王國有自己的章程，記載包含阿魯巴、庫拉索、聖馬丁在內的聯邦政治制度。
荷蘭沒有憲法法院，法官也無權進行違憲審查。不過，國際條約和王國章程允許最高法院法官在特定案件時可進行違憲審查。此外，所有不符合「法律」在字面上的嚴格定義的立法（如政策方針或省級、基層政府提議的法令）都可進行合憲性審查。
憲法修正案須由議會兩院兩度批准才能通過。第一次，兩院採過半數制。在議會解散及普選結束後，新的議會兩院須以三分之二多數決再一次進行表決。修憲的過程如此嚴格乃是避免修憲只是一時政治激情而做出無法挽回的錯誤。

## 政治体制

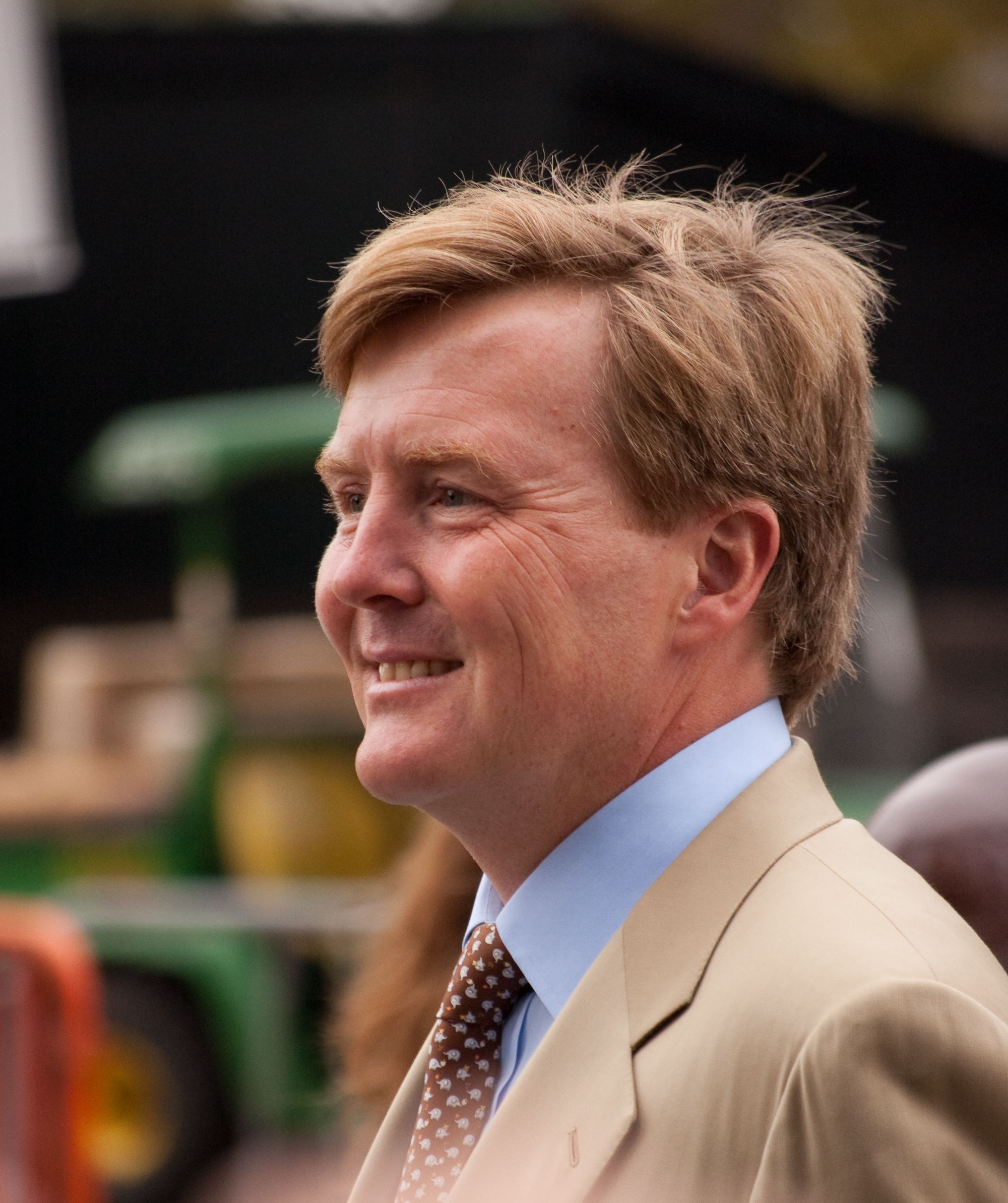
荷蘭國王威廉-亞歷山大

荷蘭自1815年3月16日成為君主制，一直由奧蘭治－拿騷王室（House of Orange-Nassau）統治。現任荷蘭國王是威廉-亞歷山大，於2013年4月30日即位。
奧蘭治王子（Prince of Orange）在被法國驅逐之後，宣佈成為荷蘭君主。1815年，目的在於重劃拿破崙戰敗後歐洲政治地圖的維也納會議，承認奧蘭治王室的統治權。奧蘭治－拿騷王室獲得今日的荷蘭和比利時，組成荷蘭聯合王國（United Kingdom of the Netherlands）。1815年至1890年，荷蘭國王同時兼任盧森堡大公。之後荷蘭歷經漫長的憲政改革而成為君主立憲國家。
憲法規定，國王是國家元首，在政府組成和立法過程中有其任務。他必須共同簽署所有法律，使其生效。國王依其職權，是國務委員會（Council of State）的主席，委員會對內閣的所有立法提出建議，同時也是行政法的最高法院。雖然國王應認真發揮其功能，但也要避免在這些職位上施加壓力。國王也在普選後或內閣危機後的組閣中發揮核心作用。自從聯合內閣成為常態之後，國王在組閣過程中的角色將會影響未來幾年的政府政策。國王會指派「組閣者」（Formateur），負責主持組閣會談。組閣會談作出結論後，國王會任命內閣。由於這項提議是屬於公共記錄，國王很難不選擇議會最大黨的意見。另一方面，在皇宮中實際所談論的，一般人無法得知。內閣垮台時，首相需請求國王解散內閣。

## 行政

### 内阁
憲法上，荷蘭政府由國王與內閣首長所組成。國王在政府組成中的作用有限，並且不主動干預每日決策。包含國王在內共有16位大臣（部長）。各部大臣組成大臣會議（Council of Ministers），推行法律與政策。大臣會議於每週五在內庭的休戰廳（Trêveszaal）召開。自1939年起，內閣能指派不管部大臣。
內閣由全體大臣及國務秘書（Staatssecretaris）所組成。國務秘書接管大臣的部份職責。他們只有在特定主題時，才會獲邀參與大臣會議。
大臣會議透過共治的方式制定決策。包括首相在內的所有大臣（理論上）都是平等的。在休戰廳內，大臣可針對所提議的決策自由的進行辯論，並對各個內閣政策發表意見。所有成員須遵守及支持大臣會議所做出的決策，若是不同意則必須下台。通常，要透過很大的努力才能在決策上達到相對一致的看法。另外，大臣會議也有投票機制，但幾乎不使用。
內閣對議會負責。大臣不能具有議員身分，當議員決定擔任大臣時，必須放棄他在議會的席位。當大臣或國務秘書不再被議會多數所支持，依照慣例必須辭職下台。
由於選舉制度和缺乏強力政黨，由兩三個政黨所組成的聯合政府成為荷蘭政治的常態。

### 首相

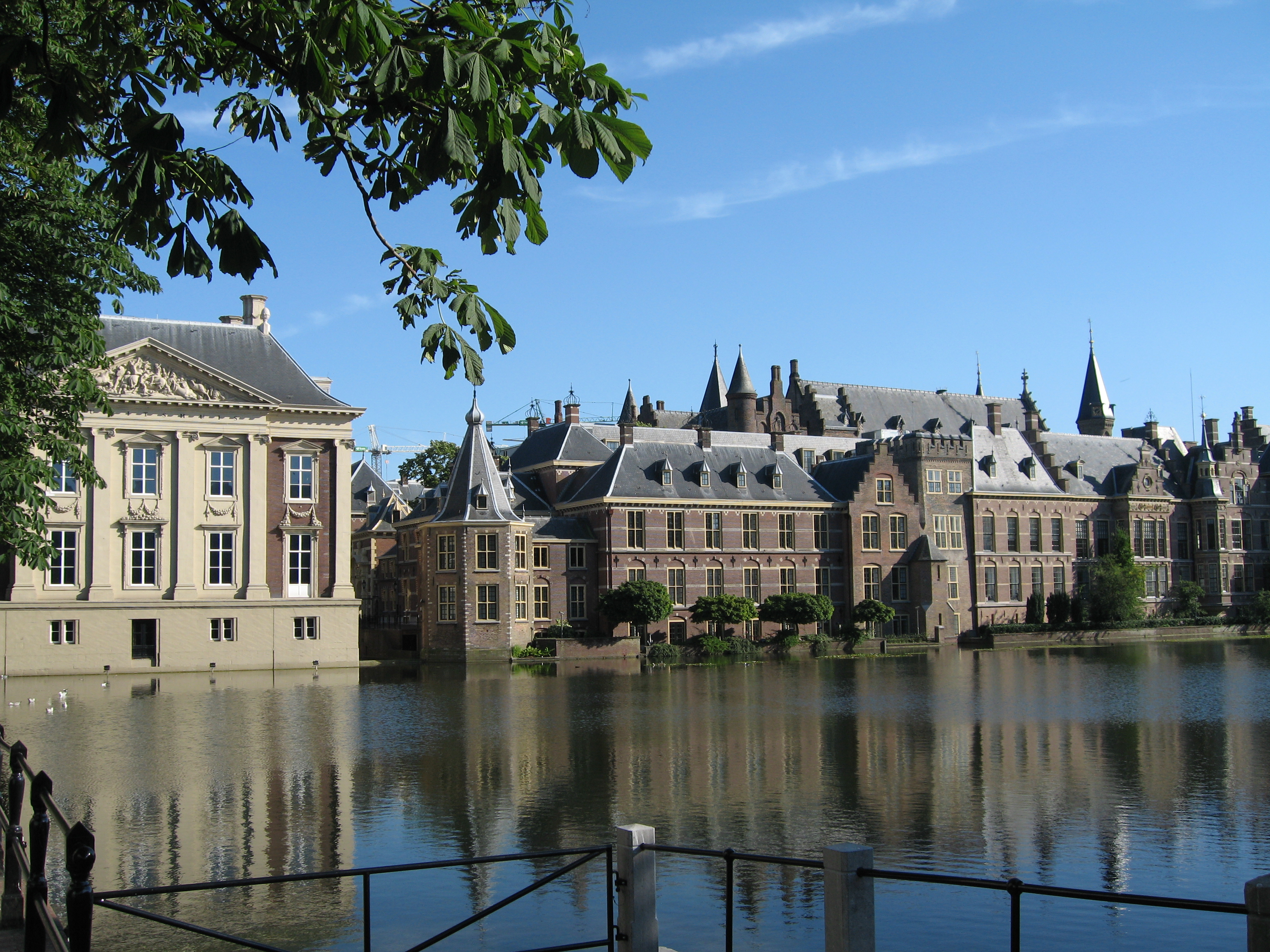
海牙的「內院」（Binnenhof）。總務部在中央的塔樓，首相辦公室在中央偏左

首相任務是協調政府政策。他是大臣會議的主席，有權制定會議的議程。另外，首相也同時兼任總務部大臣（Ministry of General Affairs）。總務部任務是協助首相完成上述任務，及宣傳政府提案與決策。自第二次世界大戰起，首相的職位變的更加重要。

## 立法
荷蘭國會制度採用兩院制，上議院（參議院）全稱國會一院，下議院（眾議院）全稱國會二院。

### 國會一院
荷蘭的上議院，設有75個席次，定期從各省的參議院改選議員, 由參議院代表間接選舉產生。

### 國會二院
荷蘭的下議院定期改選, 設150個席次, 由選民直接選舉產生, 其中最大的政黨聯盟組成內閣。

## 其他重要政治運作

### 國家最高委員會
在荷蘭的政治運作中有五個單位被稱做國家最高委員會，荷蘭憲法明定期為獨立運作的單位，分別是國會的兩個議院（國會一院、國會二院）、國務委員會、荷蘭審計院以及國家監察使。
審計院負責調查公共基金的收集以及支出，監察使負責政府運作的相關投訴，國家委員會負責給予內閣建議，並收集相關組織的報告以拋開政客間的成見，以求在政治與公共事務的辯論之公平性。

### 諮詢委員會
這是荷蘭傳統的非政治性的共事決策機構，通常由學者或大企業家組成。
多數突出的諮詢委員出身於社會經濟理事會（Sociaal Economische Raad, SER），而又通常來自貿易聯盟、工會以及政府任命的專家，其初步規劃了財經以及社會的重大決策，並且予以政府真知灼見，性質就如同國家最高委員會，地位不容輕易的忽視，社會經濟理事會採取產業組織（Publiekrechtelijke Bedrijfsorganisatie）的結構，是為半正規性的組織可以為特別的經濟部門制定政策。
以下組織會出席社會經濟理事會：左翼組織荷蘭貿易聯盟、荷蘭工會聯合會（Federatie Nederlandse Vakbeweging）、全國基督教工會聯盟（Christelijk Nationaal Vakverbond），以及經理階級組成的管理技專業人員聯盟聯合會、工會VNO-NCW、中小企業組成的荷蘭MKB以及農會荷蘭農民LTO，理事會的三分之一成員是由委任任命，包含了經濟相關領域的經濟政策分析辦公室、荷蘭中央銀行，傳統上環保與顧客組織的代表會出席在社會經濟理事會的工作小組。
其他突出的諮詢委員會尚有經濟政策分析辦公室，這個單位專門負責經濟發展的預測；荷蘭統計負責研究社會經濟發展的相關數據；社會文化計畫辦公室研究長期的社會文化趨勢；荷蘭公共衛生暨環境國家研究所，其針對政府在環境與國民健康議題予以建議；科學政府政策委員會針對社會、政治經濟趨勢的長期走向予以政府建議。

## 政党
目前该国主要大党有自由民主人民黨，工黨，自由黨和基督教民主呼籲。

## 分權政府
荷蘭的地方政府是由十二個省份所組成的，省份主要負責空間规划、健康政策以及娛樂，而行政區劃則由中央政府所訂定，此外省還可以監督市鎮以及水利委員會的政策以及財政，行政權由國王專員以及省執政（荷蘭語：Gedeputeerde Staten）團負責，專員由內閣以及王國關係事務部來任命與監督，執政團則由省的立法機構任命與監督，省政府本身的官員則由直接選舉產生。
在荷蘭的地方政府一共有418個市鎮，市鎮主掌教育、空間規劃以及社會安全，行政區劃由中央以及省份劃分，由市長與市議員團（荷蘭語：College van Burgemeester en Wethouders）共同領導，市長由內閣以及王國關係部認明與監督，市議員則由市議會（荷蘭語：Gemeenteraad）任命與監督，議會由直接選舉產生，在加勒比海的地方政府設有三個公共實體被稱做特別市鎮，而不隸屬任何省份，由一名總督（荷蘭語：gezaghebber）以及島嶼代表向島嶼議會負責，議會採取直接選舉產生，他們的行為準則類似市鎮，但是權限卻比市鎮還大。
阿姆斯特丹和鹿特丹的市長，被獨立劃分自己的行政區域（荷蘭語：stadsdeel），擁有自己的權限。
此外值得一提的是荷蘭獨有的水利委員會，其肇因為荷蘭全境位於低於海平面的地區，境內佈滿提防以及其他水利工程，委員會的選舉不得有政黨介入，其權限在於可向境內的居民徵稅。

## 政策方针

### 对外政策
荷蘭的外交政策是以四大承諾為基礎：大西洋合作、歐洲整合、國際發展和國際法。自二戰起，荷蘭開始加入各種國際組織，像是聯合國、北約和歐盟。荷蘭經濟非常開放，且十分依賴國際貿易。但荷蘭對於軟性毒品的開放政策，以及身為世界上主要的硬性毒品出口國之一，成為國際上極具爭議性的議題。

### 伦理议题
荷兰对毒品、卖淫、堕胎、同性婚姻、安乐死、版权的政策是全世界最为自由的。

## 外部連結
- 荷蘭政府官方網站 （页面存档备份，存于）（荷兰文）
- 荷蘭政府（英文）
- www.parlement.com （页面存档备份，存于） - 對1814年後荷蘭選舉、內閣、政黨等有詳細資訊。（荷兰文）